# Július Firkaľ
Július Firkaľ (ur. 14 stycznia 1998 w Humennem) – słowacki siatkarz, grający na pozycji przyjmującego, reprezentant Słowacji.

## Sukcesy klubowe
MEVZA - Liga Środkowoeuropejska kadetów:
- 2014[6]

Mistrzostwo Bułgarii:
- 2025[7]
- 2022[8]

Superpuchar Bułgarii:
- 2024[9]

Puchar Bułgarii:
- 2025[10]

## Nagrody indywidualne
- 2014: Najlepszy atakujący MEVZA - Ligi Środkowoeuropejskiej kadetów